# Iso Kivijärvi (sjö i Satakunta, lat 61,73, long 22,40)
Iso Kivijärvi är en sjö i Finland. Den ligger i kommunen Kankaanpää i landskapet Satakunta, i den sydvästra delen av landet, 220 km nordväst om huvudstaden Helsingfors. Iso Kivijärvi ligger 98 meter över havet. I omgivningarna runt Iso Kivijärvi växer i huvudsak blandskog. Arean är 29 hektar och strandlinjen är 3,95 kilometer lång. Sjön  ingår i Karvia å huvudavrinningsområde. 